# Большепесчанка
Большепесча́нка — село в Называевском районе Омской области, административный центр Большепесчанского сельского поселения.
Основано в 1789 году..
Население — 780 (2010)

## Физико-географическая характеристика
Село расположено в 37 км к западу от города Называевска.
Село расположено в северной лесостепи в пределах Ишимской равнины, относящейся к Западно-Сибирской равнине, на берегу озера Песчаное. Понижения местности заболочены. Почвы — луговые солонцеватые и солончаковые и солонцы луговые (гидроморфные). Высота над уровнем моря — 130 м.
По автомобильным дорогам расстояние до районного центра города Называевск — 37 км, до областного центра города Омск — 240 км.
Климат
Климат умеренный континентальный (согласно классификации климатов Кёппена-Гейгера — тип Dfb). Среднегодовая температура положительная и составляет +0,9° С, средняя температура самого холодного месяца января − 18,0 °C, самого жаркого месяца июля + 19,1° С. Многолетняя норма осадков — 392 мм, наибольшее количество осадков выпадает в июле — 67 мм, наименьшее в марте — 13 мм
Часовой пояс
Большепесчанка, как и вся Омская область, находится в часовой зоне МСК+3. Смещение применяемого времени относительно UTC составляет +6:00.

## История
Основано в 1824 г. Первые переселенцы — крестьяне из Ишимского округа Тобольской губернии. Впоследствии население села быстро росло за счёт ссыльных и переселенцев из Европейской части России. В 1839 году образована Большепесчанская волость. Во второй половине XIX века — начало XX века в Большепесчанке проводились три ежегодные ярмарки: Алексеевская (17-20 марта), Пантелеймоновская (14-17 июня), Филипповская (14-17 ноября).
В 1920 году в Большепесчанке имелись 2 паровые и 12 ветряных мельниц, маслобойка, маслобойный завод с конным приводом. В 1921 году создано Большепесчанское сельское потребительское общество. В 1928 году — кредитное товарищество. В том же году организована молочная ферма и коммуна «Победа». В 1930-35 годах а результате объединения колхозов: «Рассвет», «Красный пахарь» и «Заря свободы» организован колхоз «Победа». В 1937 году открыта средняя школа.
В годы Великой Отечественной войны было призвано 129 человек, погибло 74 человека.
В 1957 году Большепесчанка входит в совхоз «Стрункинский». В 1963 году создан совхоз «Большепесчанский». В 1970-80-е годы в селе были построены новое здание средней школы, интернат, дом культуры, столовая, здание сельского совета, баня, детский сад, ФАП. Введён в строй водопровод. В 1989 году в совхозе было занято 557 штатных единиц
Распад СССР, изменение форм собственности и хозяйствования привели к уменьшению численности населения и производственных показателей. По состоянию на 2003 год в СПК «Большепесчанский» было занято 196 человек.

## Население
| 1795 | 1834 | 1871 | 1926  | 2002 | 2010 |
| ---- | ---- | ---- | ----- | ---- | ---- |
| 198  | ↗534 | ↗716 | ↗1084 | ↘951 | ↘780 |